# 罗钰如
罗钰如（1915年—1999年6月17日），男，山西介休人，中国人民解放军开国大校，中华人民共和国政治人物，曾任国家海洋局局长，中国环境科学学会常务理事。

## 生平
1933年入北京大学农学院农化系学习。1934年转清华大学化学系。1936年参加中华民族解放先锋队。1938年入延安抗日军政大学学习。1938年6月入党。1939年5月任八路军后方留守处防毒训练班班主任兼教员。1940年任陕甘宁留守兵团军政研究班教育主任。1942年任陕甘宁晋绥联防军司令部军政研究班教务处长。
1941年任萧劲光秘书。抗战胜利后随调东北民主联军总部、辽东军区司令部、东北野战军第一前线指挥部、武汉市警备司令部、湖南军区司令部、中国人民解放军海军司令部任秘书处处长、办公室主任。1955年被授予大校军衔。
1957年任中国人民解放军海军司令部军校部部长。1963年任海军司令部军训部副部长、军校部部长、海军工程学院副院长、第二海军学校副校长。
1974年任国家海洋局副局长、局长、国家南极科学考察委员会副主任。